# Лукаш Провод
Лукаш Провод (чеськ. Lukáš Provod, нар. 23 жовтня 1996, Пльзень) — чеський футболіст, півзахисник клубу «Славія».
Виступав, зокрема, за клуби «Банік» та «Динамо» (Ч. Будейовиці), а також національну збірну Чехії.
Дворазовий чемпіон Чехії. Дворазовий володар Кубка Чехії.

## Клубна кар'єра
Народився 23 жовтня 1996 року в місті Пльзень. Вихованець футбольної школи клубу «Вікторія» (Пльзень).
У дорослому футболі дебютував 2016 року виступами за команду «Банік», у якій провів два сезони, взявши участь у 40 матчах чемпіонату. 
Своєю грою за цю команду привернув увагу представників тренерського штабу клубу «Динамо» (Ч. Будейовиці), до складу якого приєднався 2018 року. Відіграв за команду з Чеські Будейовиці наступний сезон своєї ігрової кар'єри.
До складу клубу «Славія» приєднався 2019 року. Станом на 13 серпня 2023 року відіграв за празьку команду 79 матчів в національному чемпіонаті.

## Виступи за збірні
Протягом 2017–2019 років залучався до складу молодіжної збірної Чехії. На молодіжному рівні зіграв у 3 офіційних матчах, забив 1 гол.
У 2020 році дебютував в офіційних матчах у складі національної збірної Чехії.

## Титули і досягнення

### Командні
- Чемпіон Чехії (3):

«Славія»: 2019-2020, 2020-2021, 2024-2025
- Володар Кубка Чехії (2):

«Славія»: 2020-2021, 2022-2023

### Особисті
- Символічна збірна розіграшу Ліги Європи УЄФА: 2020-2021